# El Trabucaire
L'editorial El Trabucaire va ser fundada el 1985 per Robert Avril i Maria Àngels Falqués a Perpinyà. És un dels pilars de la producció escrita en català i occità a la Catalunya del Nord. A més d'editar literatura difon també assajos sobre història, sociologia, creació literària, llibres d'artistes que fomenten la creació i difusió de les cultures i problemàtiques catalana i occitana.
De les obres que es publiquen en francès, cal destacar la preponderància d'aquesta llengua a les ciències socials. Pel que a les obres publicades en occità, cal destacar alguns llibres del pensador i lingüista provençal Robèrt Lafont i de l'escriptor llenguadocià Max Roqueta.
Com a membre de l'Associació d'Editors en Llengua Catalana ha participat moltes vegades a la Fira del Llibre de Frankfurt. El 2014, l'editorial ja havia publicat més de 600 títols. Al curs dels anys, s'ha eixamplat el ventall i publica «tot allò que ens arriba de qualitat» que tingui com a subjecte la Catalunya del Nord en qualsevol llengua.